# Björk
Aquest és un nom islandès. El darrer nom del nom oficial és un patronímic, no un cognom. La manera de referir-se a aquesta persona és pel nom de pila.
Björk Guðmundsdóttir AFI: /'pjœr̥k 'kvʏðmʏnstoʊhtɪr/, (nascuda el 21 de novembre de 1965 a Reykjavík, Islàndia) és una cantautora i compositora islandesa (prèviament cantant del grup post-punk The Sugarcubes), posseïdora d'una gran expressivitat vocal i interessada en molts tipus de música incloent-hi el pop, la música electrònica, el gènere folk i la música clàssica.
A part de la seva carrera musical ha estat també actriu; ha participat en la pel·lícula de Robert Altman Prêt-à-porter (1994), al projecte visual de Matthew Barney Drawing Restraint 9 (2005), i ha estat la protagonista del musical de Lars von Trier Dancer in the Dark (2000).
Per aquesta última va estar nominada a l'Oscar i al Globus d'Or a la millor cançó original (amb "I've Seen It All"), i va guanyar el Golden Satellite Award en la mateixa categoria, i també el premi a la millor actriu al Festival Internacional de Cinema de Canes.

## Inicis de la seva carrera musical
Björk, una nena prodigi, va començar a estudiar piano clàssic a l'escola primària. Un dels seus professors va enviar un enregistrament de la Björk cantant "I love to love" de Tina Charles a la RÚV, aleshores l'única cadena de ràdio d'Islàndia. La gravació va ser retransmesa a tota la nació, i un representant de la discogràfica Fálkinn la va contractar amb una oferta de contracte musical. Amb l'ajuda del seu padrastre, que tocava la guitarra, va realitzar el seu primer àlbum el 1977. Aquest disc incloïa diverses cançons infantils islandeses, i versions de cançons populars com "The Fool on the Hill" dels Beatles, cantada en llengua islandesa.
La música punk va començar a influir sobre la jove artista, i així doncs a l'edat de catorze anys va formar un grup femení de punk anomenat Spit and Snot, seguit d'un grup de jazz fusió anomenat Exodus el 1979. El 1980 es va graduar a l'escola de música amb quinze anys i el 1981 ella i el baixista d'Exodus varen formar un altre conjunt, Tappi Tíkarrass ("posa un suro al cul de la puta" en islandès) i treieren el seu primer single, "Bítið Fast í Vítið" el mateix any. El seu àlbum Miranda va veure la llum el 1983.
Björk també va col·laborar amb els músics Einar Örn Benediktsson i Einar Melax de Purrkur Pillnikk, i amb Guðlaugur Óttarsson, Sigtryggur Baldursson i Birgir Mogensen de Þeyr. Després de dues setmanes actuant i component sota el nom de KUKL ("bruixeria") varen descobrir que formaven un bon equip, i decidiren de continuar junts. El so que van desenvolupar a les seves cançons sovint es descriu com rock gòtic. Björk començà aquí a exhibir quin seria el seu estil vocal característic, amb els seus udols i xiscles particulars.
KUKL va fer una gira per Islàndia amb el grup anarquista britànic Crass, i més tard visitaren el Regne Unit durant un seguit d'actuacions amb Flux of Pink Indians. El grup va realitzar dos àlbums, resultat d'aquestes col·laboracions: The Eye el 1984, i Holidays in Europe el 1986, ambdós a Crass Records. L'estiu de 1986 la majoria de membres de KUKL es reencarnaren en un nou grup, Pukl, però aviat canviaren el nom pel de The Sugarcubes.

## Renom

### Amb The Sugarcubes
El primer single dels Sugarcubes, "Ammæli" (també editat en anglès, "Birthday") va ser un gran èxit al Regne Unit. Amb aquest primer pas aconseguiren l'estatus de grup de culte al Regne Unit i als Estats Units, i els començaren a trucar de diverses discogràfiques. Finalment van signar un contracte amb la britànica One Little Indian i amb Elektra Records als Estats Units, i gravaren el seu primer àlbum: Life's too good el 1988. L'àlbum els va llençar a l'estrellat mundial i esdevingueren el primer grup provinent d'Islàndia en assolir una popularitat d'aquesta mena. Mentre va formar part dels Sugarcubes, Björk va participar en altres projectes musicals. Va gravar Gling-Gló, una barreja de jazz popular i composicions originals, amb el grup bebop Trio Guðmundar Ingólfssonar. Björk també va posar la veu a l'àlbum Ex:El de 808 State, el qual va contribuir a interessar-la en la música house.

### Carrera en solitari / Debut
Les tensions entre la Björk i en Einar Ören anaven de més en més, i finalment el 1992 els Sugarcubes es varen dissoldre. Björk se'n va anar a viure a Londres i va començar a plantejar-se iniciar una carrera en solitari, i amb aquest objectiu va començar a treballar amb la productora Nelle Hooper, qui ja havia produït el grup Massive Attack, entre d'altres. La seva relació va produir el seu primer èxit internacional: "Human Behaviour". El seu àlbum de debut, anomenat senzillament Debut, va sortir al mercat el juny de 1993, rebent crítiques majoritàriament positives. La revista NME el va qualificar d'àlbum de l'any, i va esdevenir disc de platí als Estats Units. Debut consistia en una barreja de cançons que havia compost quan era més jove, així com noves cançons que havia compost amb l'ajuda de Hooper.
L'èxit de Debut li va permetre de col·laborar amb altres artistes: amb David Arnold va realitzar "Play Dead", que es va servir de banda sonora a la pel·lícula The Young Americans i que aparegué com a pista bonus en la reedició de Debut, dues cançons als projecte Nearly God del polifacètic Tricky, i va escriure una cançó per a Madonna: "Bedtime Story".

## Björk i la tecnologia
Björk ha tingut sempre un interès en unir els avenços tecnologics a la seva música i al seu art. Abans de 2011, havia fet ús de diverses tecnologies pels seus videoclips, com pel famós videoclip de "All Is Full of Love", del seu àlbum en solitari Homogenic de 1997, on va fer servir la cinematografia virtual. Aquest mitjà es va usar per a mesclar els plans de robots especialment dissenyats pel director Chris Cunningham i plans de Björk vestida de blau per permetre la manipulació en postproducció. El resultat va ser un èxit, i revistes com MusicRadar encara el consideren com un dels millors videoclips mai fets. Des de la creació d'aquest videoclip, Björk ha fet un ús regular de tecnologies d'alteració d'imatge per tal de crear els mons eclèctics de les seves cançons a través del mitja visual.

### Biophilia, l'àlbum-app
L'any 2010, Björk va anunciar que estava treballant en un nou projecte. Aquest projecte va resultar ser Biophilia, un àlbum on va usar la nova tableta d'Apple, l'iPad, amb l'ajut de varis programadors experts, per compondre les seves peces. Aquestes estaven sent adaptades en aplicacions per a la mateixa plataforma, l'iPad, que permetessin la seva manipulació. La primera mostra que es va fer de l'àlbum va ser el juliol de 2011, on van sortir a l'Apple Store les dues primeres aplicacions del projecte, dues cançons que apareixerien al disc un cop llançat. Al llarg de 2011, fins a la sortida de l'àlbum definitiva l'octubre del mateix any, es van anar publicant diferents aplicacions, fins a tenir-ne 10, una per cada cançó del projecte. Finalment, es van agrupar totes les aplicacions en una que permetia accedir a la resta. Les aplicacions consistien en jocs meticulosament dissenyats, amb un estil visual curat i característic de la cantant, que permetien els usuaris a crear les seves versions de les cançons, manipular la instrumentació o improvisar amb noves estructures. Així doncs, Björk havia creat un àlbum-app, el primer de la seva categoria. El 2013 va sortir-ne una versió per a smartphones amb el motor Android. Fins llavors, havia estat una aplicació exclusiva per a iPhones o iPads.
La rebuda que va tenir aquest experiment en l'ús de les tecnologies va portar a la cap del MoMA, Paola Antonelli, a incoroporar-la al museu com a la primera aplicació descarregable al museu. Encara roman exposada permanentment al museu. El projecte Biophilia és un dels primers exemples de la tecnologia de les aplicacions usada per a crear art, i segueix considerat un projecte trencador degut a les seves implicacions en aquest terreny.

### Vulnicura i la realitat virtual
L'any 2015, Björk va treure a la venda el seu penúltim projecte, sota el nom Vulnicura. L'àlbum té com a temàtica el dolor de la ruptura, que havia patit la propia Björk el 2013, i el renaixement, el resorgiment del dolor. Björk va decidir experimentar amb la creació dels videoclips de les cançons que va triar. D'aquest desig de crear un panorama visual que permetés l'exploració i la submersió en els sentiments que volia expressar l'àlbum, Björk va considerar que la realitat virtual era el mitjà perfecte. La idea era unir l'oïent amb no només la música, si no també el dolor expressat per la cantant en el seu àlbum. Björk mateixa deia que el seu ús de la tecnologia es deu només al fet que vol unir "les emocions més humanes" amb la tecnologia.
El resultat van ser cinc videoclips en realitat virtual, de les cançons "Stonemilker", "Notget", "Quicksand", "Mouth Mantra" i "Family". Totes aquestes van ser exposades a l'exposició internacional anomenada Björk Digital, centrada en els videos de les cançons del seu últim àlbum, així com en fer una retrospectiva de la seva carrera videogràfica. En aquesta exposició també apareixia el vídeo de la cançó de "Black Lake", no en realitat virtual, però sí en un format atípic.
La sortida d'aquests vídeoclips, i sobretot, de l'exposició de Björk Digital, va suposar un avenç pel món de la realitat virtual adaptada al món audiovisual i musical. A més, la majoria van suposar produccions de realitat virtual molt avançades, i Björk es va envoltar de pioners del món audiovisual actual per tal de portar a la llum el seu projecte.
Els avenços que es van dur a terme difereixen depenent de la cançó. La primera en sortir, i en el recorregut de l'exposició," Stonemilker", va ser realitzada amb una càmera de captura 360 graus en una platja islandesa. El vídeo està acuradament partit, de manera que hi apareixen diverses "Björks" alhora. El segon vídeo, "Quicksand", presenta Björk amb una màscara lluminosa, i el vídeo següent, un dels més aventurosos a fer, "Mouth Mantra", presenta una càmera situada dins la boca de la propia cantant. Aquest últim vídeo ofereix una imatge distorsionada de l'interior de la boca de la cantant. Els vídeos de "Notget" i "Family" tenen com a curiositat el fet que es pot interactuar amb el mateix vídeo. L'espectador roman dret, amb comandaments que permeten crear dibuixos i interactuar amb els diferents elements del vídeoclip. La peça final no és en realitat virtual. El vídeoclip de "Black Lake" està presentat en dues pantalles, en format panoràmic, i amb un so envolvent que permet desplaçar-se per la sala i apreciar les dues pantalles, i diferents sons, depenent de la zona on s'està.
Björk va col·laborar per a la creació d'aquest projecte amb el creador de contingut, molt enfocat en l'ús dels efectes visuals i la realitat virtual, Andrew Thomas Huang. Aquest va ser el responsable de la creació dels vídeoclips de "Black Lake", "Stonemilker" i l'experiència en realitat virtual de "Family". Va ajudar en la creació de tot l'imaginari visual de l'àlbum, tan en les seves figures, com en la textura i el caràcter del món virtual creat per a transmetre millor l'àlbum.

### Utopia
Pel seu últim llançament, Björk ha tornat a col·laborar amb Andrew Thomas Huang en la creació d'un nou món que descriu la nova temàtica de l'àlbum: l'amor i el desig d'un món millor. El nou món de Utopia, el nom que duu l'àlbum, és un panorama fantàstic ple de planes amb gespa i formes geomètriques flotant. Els vídeoclips presentats, que inclouen les cançons "The Gate" (dirigit pel mateix Huang), "Blissing Me" i la eponima "Utopia" presenten aquest nou món completament creat en ordinador. Res és real a excepció de Björk, el seu vestit surrealista, i la seva màscara.

## Discografia en solitari

### Àlbums d'estudi
- Debut (1993)
- Post (1995)
- Homogenic (1997)
- Vespertine (2001)
- Medúlla (2004)
- Volta (2007)
- Biophilia (2011)
- Vulnicura (2015)
- Utopia (2017)
- Fossora (2022)

### EPs
- Jóga (1998)
- Earth Intruders Club Mixes (2007)
- Innocence (2007)
- Declare Independence (2008)
- Wanderlust (2008)
- The Dull Flame of Desire (2008)

### Bandes sonores
- Selmasongs (2000) - banda sonora de Dancer in the Dark
- Drawing Restraint 9 (2005) - banda sonora de la pel·lícula del mateix títol

### Altres
- Björk (1977)
- Telegram (1996) - remix de Post
- Greatest Hits (2002)
- Family Tree (2002)
- Live Box (2003)
- (____surrounded) (2006)
- Voltaïc (2009)

## Videografia
- 1990 - The Video (Polygram)
- 1992 - Á Guðs Vegum (Smekkleysa)
- 1992 - Murder and Killing in Hell (Windsong International Video)
- 2000 - Free Tibet (Ryko Distribution - primera edició el 1999, format VHS)
- 2001 - MTV Unplugged / Live&Loud (One Little Indian)
- 2001 - Live in Cambridge (One Little Indian)
- 2001 - Live at Shepherd's Bush Empire (One Little Indian)
- 2002 - Live at the Royal Opera House (One Little Indian)
- 2002 - Greatest Hits - Volumen 1993-2003 (One Little Indian)
- 2002 - Volumen Plus (One Little Indian)
- 2003 - Vessel (One Little Indian)
- 2003 - Inside Björk (One Little Indian)
- 2003 - Live Zabor (One Little Indian)
- 2003 - Later with Jools Holland (One Little Indian)
- 2003 - Minuscule (One Little Indian)
- 2004 - The Sugarcubes - the DVD (One Little Indian)
- 2004 - The Sugarcubes - Live Zabor (One Little Indian)
- 2005 - Greatest Hits / DVD (Compilació de vídeos: Human Behaviour, I Miss You…) (One Little Indian)

## Guardons
Nominiacions
- 1996: Grammy al millor àlbum de música alternativa
- 1998: Grammy al millor àlbum de música alternativa
- 2002: Grammy al millor àlbum de música alternativa
- 2005: Grammy al millor àlbum de música alternativa
- 2008: Grammy al millor àlbum de música alternativa
- 2013: Grammy al millor àlbum de música alternativa
- 2016: Grammy al millor àlbum de música alternativa
- 2019: Grammy al millor àlbum de música alternativa